# Класична індивідуальна гонка
Індивідуальна гонка — класична дисципліна в біатлоні. Ця гонка, на відміну від решти видів біатлонних гонок, дає максимальний шанс на успіх витривалим спортсменам з високою точністю стрільби. Ця дисципліна, на думку багатьох спортсменів, є найскладнішою. По-перше, через довжину дистанції (20 км для чоловіків та 15 км для жінок), а по-друге, через вищу важливість кожного влучення в мішень.

## Регламент
Індивідуальна біатлонна гонка складається з п'яти кіл, після чотирьох з яких спортсмени змагаються в точності стрільби. Біатлоністи стартують з інтервалом від 30 секунд до 1 хвилини. Спортсмени самі обирають собі місця на стрільбищі. На відміну від інших індивідуальних дисциплін, за промах у такій гонці біатлоніст карається не штрафним колом завдовжки 150 метрів, а додаванням до загального часу однієї штрафної хвилини. Як уже було зазначено, спортсмени проходять чотири вогневі рубежі в такому порядку: лежачи, стоячи, лежачи, стоячи (по 5 пострілів на кожному з рубежів). Таким чином, якщо біатлоніст примудрився допустити 20 промахів за результатами 20 пострілів — до його часу будуть додані 20 штрафних хвилин.
Найскладнішим у індивідуальній гонці є поєднання витривалості та влучності стрільби. Пробігти в пристойному темпі 15 чи 20 км і продемонструвати на вирішальній стрільбі 100%-й результат — саме та навичка, до вдосконалення якої прагне більшість біатлоністів.

## Історія
Цей вид гонок є найстарішим — перша «індивідуалка» в рамках чемпіонату світу була проведена в 1958 році серед чоловіків і 1984 року серед жінок. Першим чемпіоном світу на цій дистанції став шведський біатлоніст Адольф Віклунд, а першою чемпіонкою світу — радянська біатлоністка Венера Чернишова. На зимових Олімпійських іграх індивідуальні гонки з біатлону вперше пройшли в 1960 році в чоловіків і в 1992 році у жінок. Першим олімпійським чемпіоном став біатлоніст зі Швеції Клас Лестандер, а першою олімпійською чемпіонкою в цьому ж виді гонок — Ант'є Місерскі, що виступала за збірну Німеччини.